# Franz Maierhofer
Franz Maierhofer (* 21. Dezember 1897 in Rosenheim; † 22. August 1943 bei Charkow) war ein deutscher Volksschullehrer, Politiker und Gauleiter der NSDAP für Niederbayern-Oberpfalz.

## Leben
Das zehnte Kind einer Beamtenfamilie wuchs in Regensburg auf, erlernte von 1920 bis 1922 in Amberg den Beruf eines Volksschullehrers, unterbrochen vom Ersten Weltkrieg, an dem er als Freiwilliger teilnahm. 1917 wurde er verwundet und geriet in französische Kriegsgefangenschaft, aus der er 1920 nach Deutschland zurückkehrte. 1923 wurde er Hilfslehrer und 1925 erfolgte seine Anstellung als Lehrer in Auerbach in der Oberpfalz.
Zum 11. April 1927 trat er in die NSDAP ein (Mitgliedsnummer 59.524) und wurde im November 1929 Gauleiter des Gaues Oberpfalz. Ein Jahr später wurde er Reichstagsabgeordneter. Am 1. April 1932 wurden die bisherigen Gaue Oberpfalz und Niederbayern zusammengelegt und Maierhofer wurde Gauleiter des neuen Gaues Niederbayern-Oberpfalz. Aus dem öffentlichen Schuldienst wurde er zum 1. November 1932 entlassen.
Da er der SA die ihr zustehenden Beiträge nicht ordnungsgemäß zugewiesen hatte, wurde er am 13. Januar 1933 seines Gauleiteramts enthoben.
Im November 1933 trat er in die SS ein (SS-Nummer 250.107), 1936 wurde er SS-Obersturmbannführer. Als Amtsleiter der NSDAP, Reichsleitung kandidierte er am 29. März 1936 bei der Reichstagswahl, erhielt aber kein Mandat. Er wohnte damals in Blumberg bei Berlin, zog aber bald nach Berlin-Schlachtensee um.
Später folgten neben Wehrdiensteinsätzen noch die Ernennung zum Leiter der Abteilung für kirchliche Angelegenheiten im Bayerischen Staatsdienst im Januar 1940.
Kurze Zeit später erfolgte aber auch wieder ein Einsatz an der Ostfront. 1943 wurde er zum Major befördert, fiel aber am 22. August 1943 bei Charkow.